# Sigma Star Saga
Sigma Star Saga est un jeu vidéo développé par WayForward Technologies et publié par Namco sur Game Boy Advance en 2005.

## Système de jeu
Le jeu reprend le principe des RPG avec des phases d'exploration en 2D, mais la principale originalité vient des phases de combats, qui se déroulent à la façon d'un shoot them up.

## Scénario
Il y a près 60 ans, une espèce extraterrestre, les Krill, a attaqué la Terre par surprise, creusant un gigantesque trou sous l'Océan Atlantique. La catastrophe écologique qui s'ensuivit ravagea la planète, faisant plusieurs millions de victimes. Depuis, les Terriens se préparent au retour de leurs agresseurs...
L'histoire commence lors d'un nouvel assaut Krill contre la Terre. Ian Recker, chef de Sigma Star, un escadron de pilotes d'élite, réussit tant bien que mal à repousser l'attaque, mais tout le reste de l'escadron est décimé. Son supérieur, le commandant Tierney, lui propose alors une mission secrète d'infiltration chez les Krill.

## Personnages
- Ian Recker : Humain "capturé" et enrôlé par les Krill, Recker est en réalité un agent double chargé de collecter des informations sur les Krill et leur recherche de l'arme ultime. Il a été équipé d'un parasite Krill, qui lui sert d'armure tout en augmentant sa force et sa vitesse. Le parasite lui permet également de prendre le contrôle des vaisseaux Krill.

- Psyme : Pilote officier Krill, elle a toutefois été rétrogradée à la suite de l'échec récent de son assaut contre la Terre. Elle est depuis confinée à des tâches subalternes et cherche à se venger du terrien des Sigma Star qui a provoqué son malheur en abattant son vaisseau ... sans se douter qu'il s'agit de Recker.

- Scarlet : Scientifique humaine, seule survivante d'une station de recherche sur Ice Planet.